# Judentum in Dresden

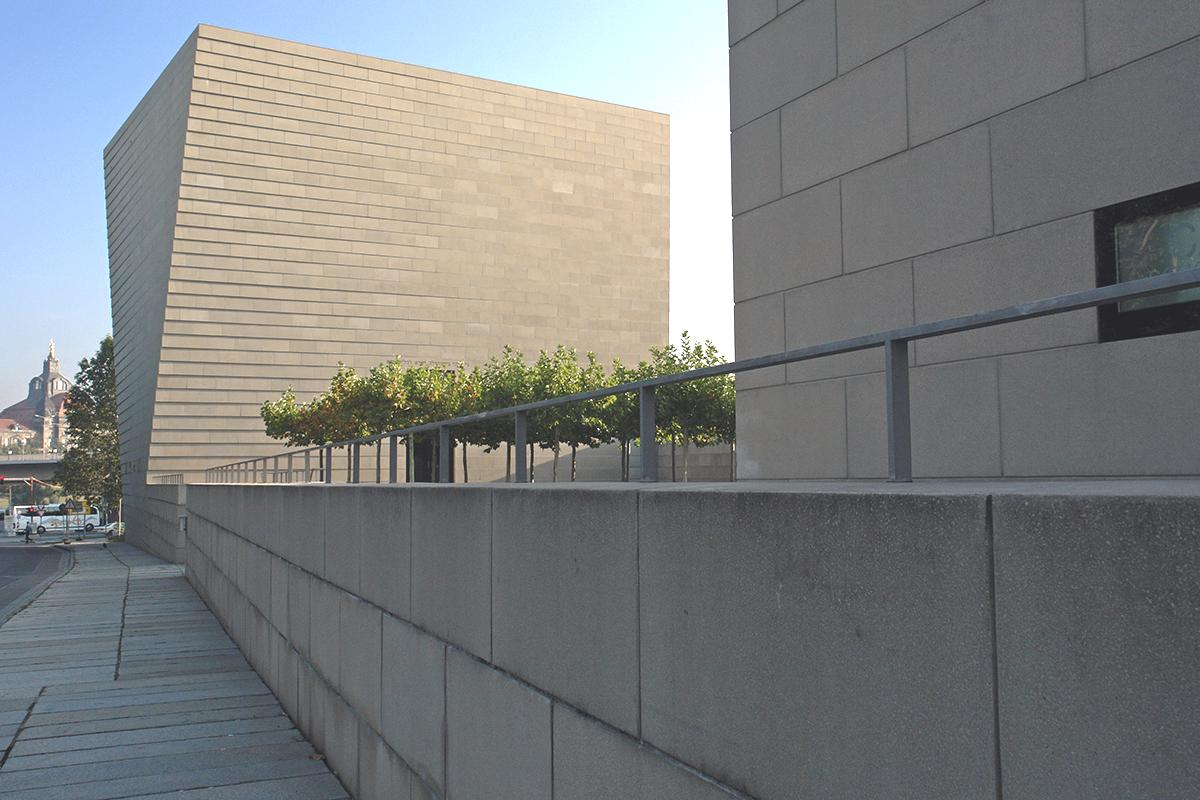
Dresdner Synagoge von 2001

Das Judentum hat in Dresden eine lange Tradition, die in schriftlicher Form bis zum Anfang der Stadtgeschichte im 13. Jahrhundert zurückreicht. Da bereits im 10. Jahrhundert ein jüdischer Händler die Dresdner Region durchstreifte, kann davon ausgegangen werden, dass schon bei der Stadtgründung im 12. Jahrhundert Juden in Dresden lebten.

## Mittelalter
Die erste urkundliche Erwähnung einer jüdischen Gemeinde enthält die Judenverordnung des Meißner Markgrafen Heinrich des Erlauchten von 1265. In dieser stellte er die Juden unter seinen Schutz, räumte ihnen gleiche Rechte wie den Christen ein und befreite sie gegen eine Pauschalzahlung von Zollabgaben. In den Chroniken dieser Zeit wird neben dem Jüdenteich und der Judengasses auch ein Jüdenhof erwähnt, wo eine stattliche Synagoge (in der Nähe des heutigen Johanneums) zu sehen war. Während der Pestjahre 1349 ist ein Pogrom in Form einer Judenverbrennung dokumentiert. Die Dresdner Juden wurden vertrieben oder ermordet. Zwischen 1386 und 1393 werden wieder Juden in Dresden urkundlich erwähnt. Sie wohnten in der Großen und Kleinen Judengasse. Auf Befehl Friedrich des Streitbaren wurden 1411 die Grundstücke und das Vermögen der Dresdner Juden konfisziert. Die Synagoge wurde Eigentum des Markgrafen, danach erwarb die Stadt Dresden den Sakralbau. Nachdem die Versicherungsbriefe, die Friedrich der Streitbare am 23. Mai 1425 den Dresdner Juden erteilt hatte, abgelaufen waren, wurden diese erneut verfolgt und fünf Jahre später ausgewiesen.

## Augusteische Epoche
Erst Ende des 17. Jahrhunderts gestattete August der Starke aufgrund erhoffter finanzieller Vorteile wieder die Zuwanderung von Juden. 1696 holte er Issachar Berend Lehmann als Hofjuden in seine Dresdner Residenz. Bereits ein Jahr später verschaffte ihm Lehmann 10 Millionen Taler zum Erwerb der polnischen Königskrone. August revanchierte sich, indem er Behrends Familie ein umfassendes Aufenthaltsrecht gewährte. So erhält Berend Lehmann 1708 von August dem Starken einen Schutzbrief, der auch den Schutz und die Niederlassung seines Sohnes Lehmann Berend und seines Schwagers Jonas Meyer garantiert. Ab 1718 war sie im Wechselgeschäft sowie als Hoflieferant für Luxuswaren tätig. Allgemein unterlag die Ansiedlung von Juden in Sachsen aber weiterhin erheblichen Restriktionen, die u. a. im Judenmandat von 1746 niedergelegt wurden. Ab 1772 durften Juden nur noch in der Altstadt wohnen, und auch dies nur mit besonderer Erlaubnis und erschwerten melderechtlichen Auflagen. Gleichwohl erhielt die Gemeinde 1751 an der Pulsnitzer Straße in der Äußeren Neustadt einen eigenen Friedhof, den Alten Jüdischen Friedhof.

## Emanzipation im 19. und 20. Jahrhundert
Eine Verbesserung der Lage war indes nach der bürgerlichen Revolution von 1830 zu verzeichnen, als die Juden 1837 das Recht erhielten, in Dresden eine ihrer beiden sächsischen Religionsgemeinschaften einrichten durften – außerhalb Dresdens und Leipzigs wurden Juden nicht dauerhaft geduldet. Nunmehr wurde ihnen in beiden Städten der Erwerb von Land zum Zwecke der Errichtung von Bethäusern und Schulen gestattet. Die von Gottfried Semper erbaute Synagoge wurde um 1840 geweiht. König Johann setzte sich 1837 in einer Rede vor dem Landtag nachdrücklich für die Emanzipation der Juden ein:

„Mit aller Achtung für die öffentliche Meinung muss ich mich doch für die Juden verwenden. Ich glaube, wir sind es den Juden als Menschen, wir sind es ihnen als Mitbürger schuldig. Ich habe keine andere Sympathie für die Juden, als für alle meine Mitmenschen, und diese kann ich ihnen nicht weigern.“

Erst 1869 aber erhielten Juden in Dresden durch ein Gesetz des Norddeutschen Bundes das volle Bürgerrecht. Zeitgleich wurde die zwanzig Jahre lang heftig umkämpfte Einführungsverordnung zu den Grundrechten der Juden in Sachsen verabschiedet.
In der zweiten Hälfte des 19. Jahrhunderts stieg die Mitgliederzahl der jüdischen Gemeinde Dresdens sprunghaft an. Von 1834 (682 Personen) bis 1905 (3510 Personen) hatte sie sich mehr als verfünffacht. Ein Großteil der Gemeinde assimilierte sich weitgehend an die Kultur des neu entstandenen deutschen Kaiserreichs, während die aus Osteuropa zugewanderten Juden in stärkerem Maße der Tradition verhaftet blieben und sich später dem Zionismus zuwandten.

## Verfolgung in der Zeit des Nationalsozialismus
Bei Machtübernahme der NSDAP im Januar 1933 umfasste die jüdische Gemeinde Dresdens etwa 5000 Mitglieder. Von Anfang an unterlagen sie vielfältigen Schikanen wie Umsiedlung in bestimmte Stadtteile, Ausgangsbeschränkungen, „Kontrollen“ und Verhöre durch die Gestapo, willkürlicher Beschlagnahme von Vermögen und dergleichen. Während der Novemberpogrome vom 9. auf den 10. November 1938 wurde auch die Dresdner Synagoge niedergebrannt und geplündert.
Im August 1940 verbot der Regierungspräsident zu Bautzen-Dresden Juden das Betreten des Königsufers sowie sämtlicher städtischer Parkanlagen. Den jüdischen Ärzten wurde 1941 die Approbation entzogen. Als einziger in Dresden zugelassener „Krankenbehandler“ durfte nur der jüdische Arzt Willy Katz die jüdische Bevölkerung ärztlich versorgen. Ab September 1941 musste der Judenstern getragen werden. Von früher 5000–6000 lebten zu dieser Zeit noch etwa 1200 Juden in der Stadt. Die Dresdner Aufsichtsbehörde verbot ihnen im Jahresverlauf 1942 unter anderem die Benutzung der Straßenbahn und den Erwerb von Blumen und Speiseeis; Fahrräder und Elektrogeräte wie Staubsauger mussten abgeliefert werden. Ältere Juden wurden gezwungen, bei hochsommerlichen Temperaturen stundenlang in Wintermänteln durch Dresden zu laufen.
Im Januar 1942 wurden die ersten Dresdener Juden ins Ghetto Riga deportiert. Ab Juli 1942 wurden die Deportationen in Konzentrations- und Vernichtungslager unter Leitung der Gestapo-Beamten Georg Klein und Henry Schmidt systematisch organisiert. Innerhalb desselben Jahres verließen sieben Transporte mit vorwiegend älteren Juden die Stadt nach Theresienstadt. Deportationen, Verhaftungen und Ermordungen im Dresdner Polizeigefängnis ließen die jüdische Bevölkerung Dresdens 1942 auf ca. 900 Personen schrumpfen. Etwa die Hälfte von ihnen arbeitete als sogenannte Rüstungsjuden in den Werken der Firma Zeiss Ikon, wo Uhrwerkzünder für die Marine hergestellt wurden. Nach Unstimmigkeiten zwischen Werksleitung und Gestapo über ihren Abtransport oder Verbleib wurden sie im November 1942 im Judenlager Hellerberg am nördlichen Stadtrand zusammengepfercht und drei Monate später nach Auschwitz transportiert und ermordet, nachdem ihre Arbeitskraft in der Fabrik vollständig durch Zwangsarbeiter aus den von Deutschland besetzten Gebieten ersetzt worden war. Neben Theresienstadt und Auschwitz erfolgten weitere Transporte nach Ravensbrück und Riga. Ein letzter von Schmidt im Februar 1945 geplanter Abtransport noch verbliebener Juden kam infolge der Bombenangriffe auf Dresden, bei denen die Gestapo-Zentrale zerstört wurde, nicht zustande. Bei Kriegsende lebten in Dresden nur noch 41 Juden.
Eindrucksvoll beschreibt der 1912 zum Protestantismus konvertierte, gebürtige Jude Victor Klemperer in seinen Tagebüchern (1995 veröffentlicht unter dem Titel Ich will Zeugnis ablegen bis zum letzten. Tagebücher 1933–1945) die Entwicklung und den Alltag der Judenverfolgung in Dresden von 1933 bis zum Ende des Zweiten Weltkrieges aus der Sicht eines Betroffenen.

## Neubeginn
Durch den Umbau einer Totenhalle auf den Neuen Jüdischen Friedhof wurde für die jüdische Gemeinde die Synagoge an der Fiedlerstraße 3 geschaffen. Dresdens Juden erlebten auch in der neu gegründeten DDR ein erhebliches Maß an Repression, das sich nicht zuletzt aus antikapitalistischen Vorurteilen speiste, aber auch aus den traditionell guten Verbindungen des Staates Israel zum „Klassenfeind“ USA. Stellvertretend für vieles sei die 1950 erfolgte Verhaftung des Leiters der Dresdner jüdischen Gemeinde, Leon Löwenkopf, durch die SED-Behörden genannt. Auch die Verfolgung des aus dem Raum Dresden stammenden SED-Funktionärs Paul Merker im Zuge des Slánský-Prozesses dürfte zu einem gewissen Maße mit seinem engagierten, seitens der Partei aber unerwünschten Eintreten für jüdische Restitutionsansprüche zusammenhängen.
Nach dem Fall der Mauer erlebte die jüdische Gemeinde Dresden ein gewisses Wachstum aufgrund des Zuzugs osteuropäischer Juden. 1992 wurde der jüdische Kulturverein Hatikva gegründet. Von 1996 bis 2001 errichtete das Saarbrücker Architekturbüro Wandel & Hoefer einen Synagogenneubau am Ostende der Brühlschen Terrasse. Heute leben in Dresden etwa 730 Juden, von denen sich 80 dem orthodoxen Judentum zurechnen. Seit Ende der 1990er-Jahre hatte die Jüdische Gemeinde zu Dresden folgende Rabbiner: Salomon Almekias-Siegl, Alexander Nachama und Akiva Weingarten. Akiva Weingarten verließ die Jüdische Gemeinde zu Dresden im Sommer 2021. Seitdem sucht die Gemeinde einen neuen Rabbiner.

## Gemeinden
In Dresden gibt es drei jüdische Gemeinden.

### Jüdische Gemeinde zu Dresden K.d.ö.R.
Die sogenannte Einheitsgemeinde ist die älteste und traditionelle Dresdner jüdische Gemeinde, die auch die Betreiberin der Neuen Synagoge ist. Sie hat ihren Sitz Am Hasenberg 1. Sie ist die einzige der drei Gemeinden, die eine Körperschaft des öffentlichen Rechts ist. Als solche ist sie die Vertragspartnerin des Freistaat Sachsens im Staatskirchenvertrag und in der Landeshauptstadt Dresden als Ansprechpartnerin für jüdische Belange etabliert. Darüber hinaus ist sie – ihrem Selbstverständnis nach – für Juden und Jüdinnen im gesamten Bereich Dresdens und Ostsachsens zuständig. Sie ist Rechtsnachfolgerin der Dresdner Jüdischen Gemeinde während der Zeit der DDR und damit auch der Gemeinde vor der Schoa. Diese Tatsache spiegelt sich auch in dem gepflegten Ritus und den religiösen Gebräuchen wider, die sich in vielen Grundzügen am deutschen liberalen Judentum der 1930er Jahre orientieren. Der Posten der Rabbinerin oder des Rabbiners ist derzeit vakant. Die Gemeinde hatte 2024 676 Mitglieder.

### Jüdische Religionsgemeinde zu Dresden e. V.
Vom Chabad Lubawitsch Sachsen wird die orthodox ausgerichtete Gemeinde unterhalten. Formal sind viele der Mitglieder dieser Gemeinde Mitglieder der oben beschriebenen Einheitsgemeinde. Die Gemeinde residiert auf der Tiergartenstraße 82 und es ordiniert Rabbiner Schneor Havlin.

### Jüdische Kultusgemeinde Dresden
Die jüngste der drei Dresdner jüdischen Gemeinden ist die Jüdische Kultusgemeinde Dresden. Sie wurde im September 2021 gegründet und bezeichnet sich als chassidisch-liberal. Die Selbstbeschreibung ist bisher weltweit einzigartig. Die Gemeinde bemüht sich liberale, moderne, jüdische Werte und jüdisches Leben mit Bräuchen und Traditionen zu verbinden und hat sich die Offenheit und Toleranz gegenüber allen jüdischen Strömungen auf die Fahnen geschrieben. Sie fühlt sich auch als Ansprechpartner für Jüdinnen und Juden, die einen nicht-religiösen Zugang zu ihrem Judentum suchen. Sie wird rabbinisch von Rabbi Akiva Weingarten betreut und hat circa 250 Mitglieder (Stand April 2024), von denen einige formal Mitglieder der oben beschriebenen Einheitsgemeinde sind. Ein Teil der Mitglieder besteht aus Schülerinnen und Schülern des Besht Yeshiva Dresden.